# Zal Yanovsky
Zalman Yanovsky (19 de diciembre de 1944 - 13 de diciembre de 2002) fue un músico canadiense de folk-rock. Nacido en Toronto, era hijo del dibujante político Avrom Yanovsky. Tocaba la guitarra principal y cantaba para The Lovin' Spoonful, una banda de rock que fundó con John Sebastian en 1964. Fue incluido en el Salón de la Fama de la Música Canadiense en 1996.  Estuvo casado con la actriz Jackie Burroughs, con quien tuvo una hija, Zoe.

## Carrera musical
Zal, uno de los primeros intérpretes de rock and roll que llevaba un sombrero de vaquero y ropa con flecos al estilo de "Davy Crockett", contribuyó a establecer la tendencia que siguieron intérpretes de los años sesenta como Sonny Bono, Johnny Rivers y David Crosby.
Principalmente autodidacta, comenzó su carrera musical tocando en cafés de música folk en Toronto. Vivió en un kibbutz en Israel durante un corto periodo de tiempo antes de regresar a Canadá. Se asoció con su compatriota Denny Doherty en los Halifax Three. Ambos se unieron a Cass Elliot en The Mugwumps, un grupo mencionado por el posterior grupo de Doherty y Cass the Mamas & the Papas en la canción "Creeque Alley". Fue en esta época cuando conoció a John Sebastian, y formaron The Lovin' Spoonful con Steve Boone y Joe Butler. Según Sebastian: "Podía tocar como Elmore James, podía tocar como Floyd Cramer, podía tocar como Chuck Berry. Podía tocar como toda esa gente, pero seguía teniendo su propia personalidad. A partir de esto, pensé que podíamos crear algo con verdadera flexibilidad".
En 1966, fue detenido en Estados Unidos por una acusación relacionada con la marihuana. De vuelta a su Canadá natal, grabó el álbum en solitario Alive and Well in Argentina (and Loving Every Minute of It). Buddah Records publicó el álbum en Estados Unidos en 1968, junto con "As Long as You're Here", un sencillo que no aparecía en el álbum. El sencillo (en el que la cara B era la misma canción sin voz y grabada al revés) no llegó a la lista Billboard Hot 100, pero le fue un poco mejor en Cashbox, alcanzando el número 73 y el 57 en las listas canadienses de RPM Magazine. Kama Sutra Records reeditó el álbum en 1971 con una portada completamente diferente, y la inclusión de "As Long as You're Here".
Mientras era miembro de la banda de acompañamiento de Kris Kristofferson en el Festival de la Isla de Wight de 1970, tuvo un breve reencuentro con John Sebastian; Sebastian no se había percatado (aparentemente) de la presencia de Yanovsky, y se dio cuenta por un mensaje que pasó entre la multitud, escrito en un rollo de papel higiénico.
También apareció en el espectáculo Off-Broadway National Lampoon's Lemmings en el teatro neoyorquino Village Gate. Aunque no era un miembro original del reparto, contribuyó con un número musical "Nirvana Banana", una parodia de Donovan.

## Restaurador
Después de retirarse del negocio de la música, Yanovsky se convirtió en chef y restaurador, estableciendo, junto a su segunda esposa Rose Richardson, el restaurante Chez Piggy en 1979 y la panadería Pan Chancho en 1994, ambos en Kingston, Ontario. Había trabajado como chef en The Golden Apple (en Gananoque, Ontario) y, a mediados de los años 70, en Dr. Bull's (en Kingston). El éxito de Chez Piggy propició la publicación de un libro de cocina complementario (The Chez Piggy Cookbook, Firefly Books, 1998) que fue recopilado por los fans. Tras la muerte de Yanovsky de un aparente ataque al corazón en diciembre de 2002, y la de Richardson en 2005, su hija Zoe Yanovsky (con la actriz Jackie Burroughs) se hizo cargo de la propiedad de ambos restaurantes. Zoe también completó y lanzó otro libro de cocina en el que Zal estaba trabajando, titulado The Pan Chancho Cookbook (Bookmakers Press, 2006).

## Vida personal
Yanovsky conoció a la actriz canadiense Jackie Burroughs en una lavandería de Toronto, donde dormía en una secadora mientras no tenía hogar. Se casaron en 1961 y tuvieron una hija, Zoe, antes de separarse en 1968.

## Fallecimiento
Yanovsky falleció el 13 de diciembre de 2002 en Kingston, Ontario, a causa de un ataque al corazón, a seis días de su 58.º cumpleaños. El 16 de diciembre de 2002 se celebró un servicio fúnebre en Kingston, Ontario.

## Discografía

### Sencillos
- "As Long as You're Here" (Billboard No. 101, Cashbox No. 73, RPM No. 57) — 1968

### Álbumes
- Alive and Well in Argentina – Buddah BDS-5019 – 1968

Raven in a Cage / You Talk Too Much / Last Date / Little Bitty Pretty One / Alive and Well in Argentina / Brown to Blue / Priscilla Millionaira / I Almost Lost My Mind / Hip Toad / Lt. Schtinckhausen
- Alive and Well in Argentina – Kama Sutra KSBS-2030 – 1971

Las mismas pistas que las anteriores, pero también incluye "As Long as You're Here" (side 1, track 6).  La portada del álbum y las notas del forro son completamente diferentes a las del lanzamiento original.